# The Wallflowers (album)
The Wallflowers è il primo ed eponimo album in studio del gruppo rock statunitense The Wallflowers, pubblicato nel 1992.

## Tracce
1. Shy of the Moon – 3:17
2. Sugarfoot – 5:28
3. Sidewalk Annie – 5:18
4. Hollywood – 7:02
5. Be Your Own Girl – 5:16
6. Another One in the Dark – 6:31
7. Ashes to Ashes – 5:00
8. After the Blackbird Sings – 4:49
9. Somebody Else's Money – 8:26
10. Asleep at the Wheel – 4:49
11. Honeybee – 9:14
12. For the Life of Me – 4:16

## Formazione
- Jakob Dylan - voce, chitarra, piano
- Rami Jaffee - tastiere, voce
- Barrie Maguire - basso, voce
- Tobi Miller - chitarra
- Peter Yanowitz - batteria, percussioni